# TKA
A TKA amerikai eredetű zenei trió, amely New York-ban alakult 1984-ben, és a latin freestyle műfajának egyik legkiemelkedőbb képviselője. Eredeti tagjai Tony Ortiz, Louis "Kayel" Sharpe és Ralph "Aby" Cruz, utóbbit egy nézeteltérés miatt később Angel "Love" Vasquez váltotta; a tagok mindannyian Puerto Ricó-i származásúak. Munkásságuk 1991 és 2001 között szünetelt.
Legismertebb dalaik közé tartoznak: "One Way Love", "Come Get My Love", "Scars of Love", "Tears May Fall", "X-Ray Vision", "Don't Be Afraid".

## Diszkográfia

### Stúdióalbumok
- Scars of Love (1987)
- Louder Than Love (1990)
- Greatest Hits (1992)
- Forever (2001)
- Love Goes On (2016)